# Portumnales
Se llamaban Portumnales (del latín Portumnalia) a unas fiestas que se celebraban de noche cada cinco años en el istmo del Peloponeso y en Roma cada año el 17 de agosto en honor del dios marino Portumno.